# Holochilus sciureus
Holochilus sciureus, también llamada rata de pantano amazónica, la rata común de los pantanos, o simplemente rata de los pantanos, es una especie de roedor de Sud América. Se la encuentra en proximidades de ríos en terrenos bajos del bosque tropical de Bolivia, Brasil, Colombia, Ecuador, Guayana francesa, Guyana, Perú, Surinam y Venezuela.